# Madame Brouette
Madame Brouette (L'extraordinaire destin de Madame Brouette) è un film del 2002 diretto da Moussa Sene Absa.
La pellicola ha vinto l'Orso d'argento per la migliore colonna sonora al Festival internazionale del cinema di Berlino nel 2003.

## Trama
Mati vive con la figlia Ndeye e l'amica Ndaxté, fuggita recentemente dal marito violento. Entrambe le donne sognano di aprire un piccolo ristorante, un'attività che permetterebbe loro di vivere con dignità. Mati è stufa degli uomini e non vuole saperne più nulla, ma il destino ha previsto altri piani per lei.
Presto conosce Naago, un agente di polizia molto seducente, di cui si innamora. Un giorno, all'alba, il quartiere di Thiokeert Niayes si risveglia a causa di alcuni spari. Naago esce dalla casa di Mati e crolla a terra morendo.

## Scene musicali
Madame Brouette è un omaggio all'affermazione e all'indipendenza delle donne. Nella sequenza di apertura del film, la bella Mati, conosciuta anche come Madame Brouette, comincia a danzare assieme all'amica Ndaxté e sua figlia. Sempre più donne si uniscono a loro, circondate dalla folla che canta e applaude. Si tratta di una bellissima immagine al femminile, basata sull'importanza della solidarietà tra donne. Al contrario, invece, gli uomini sono rappresentati da mariti violenti e intolleranti, dediti all'alcolismo e alla disoccupazione. «La vita di coppia, è rappresentata dalla lingua e dai denti: i denti mordono la lingua, ma non per questo la lingua decide di trasferirsi per andare a vivere altrove», dichiara la protagonista.

## Particolarità
Madame Brouette si pone all'incrocio di vari generi cinematografici. Il film è presentato come una commedia con alcuni inserti musicali, che sconfina nell'indagine poliziesca, costruita a sua volta da flashback e un'inchiesta giornalistica di una équipe televisiva, che tenta di scoprire se la protagonista ha effettivamente ucciso l'amico poliziotto.

## Riconoscimenti
- Festival internazionale del cinema di Berlino 2003
  - Orso d'argento per la migliore colonna sonora